# Microgobius cyclolepis
 Microgobius cyclolepis es una especie de peces de la familia de los Gobiidae en el orden de los Perciformes.

## Morfología
Los machos pueden llegar a alcanzar los 6,5 cm de longitud total.

## Distribución geográfica
Se encuentra desde la Península de Baja California hasta Panamá. 

## Observaciones
Es inofensivo para los humanos. 